# موریس بادام
موریس بادام (انگلیسی: Morris Almond؛ زادهٔ ۲ فوریهٔ ۱۹۸۵) بازیکن بسکتبال اهل ایالات متحده آمریکا است.
از باشگاه‌هایی که در آن بازی کرده‌است می‌توان به واشینگتن ویزاردز، باشگاه بسکتبال ستاره سرخ بلگراد، باشگاه بسکتبال رئال مادرید، و مین رد کلاوز اشاره کرد.